# Bluewater Energy Services B.V.
Pour les articles homonymes, voir Bluewater.
Bluewater est une compagnie fondée en 1978. Elle s'est spécialisée dans l'acheminement, le raffinage et le stockage de pétrole brut. La compagnie est basée aux Pays-Bas (Hoofddorp) mais elle s'est installée petit à petit à travers le monde. Elle est présente au Royaume-Uni, en Chine, Australie, Nigeria, Angola et Timor oriental.

## Secteur d'activités
Bluewater est actif dans la conception de systèmes d'amarrage singulier, dans la transformation de pétrolier vers des FPSO's (Unité flottante de production, de stockage et de déchargement) jusqu'à leurs opérations en mer. Bluewater est propriétaire de 5 de ces navires, elle les met à disposition pour certaines sociétés pétrolières sous forme de contrat de leasing. Bluewater a mis en place un système d'audit interne pour maintenir ses équipements au plus haut de leurs performances mais aussi pour minimiser la sous-traitance.

## FPSO
Un FPSO est un navire citerne (souvent un ancien navire marchand) utilisé comme intermédiaire. Une fois le pétrole extrait, il est stocké à bord du FPSO où une première étape de raffinage est effectuée. On sépare le pétrole de l'eau, du sable et de certains gaz qui s'y sont mélangés pour qu'il soit plus pur une fois qu'il arrive en port. De plus petits navires citernes prennent alors le relais, ils viennent s'amarrer tout près du FPSO sur un système d'amarrage singulier pour charger une partie du pétrole qu'il contient et le transporter vers la terre. Le gaz extrait du pétrole est utilisé comme combustible pour les générateurs à bord du navire, le gaz excédentaire est réinjecté dans la nappe ou transporté à terre à travers des pipe-line sous-marins. L'eau extraite est remise à la mer selon les limites de concentration autorisées par les annexes MARPOL. Un FPSO peut tourner sur 360 degrés autour de son point d'ancrage grâce aux tuyaux flexibles qui le relient aux unités d'extraction sous-marines. 

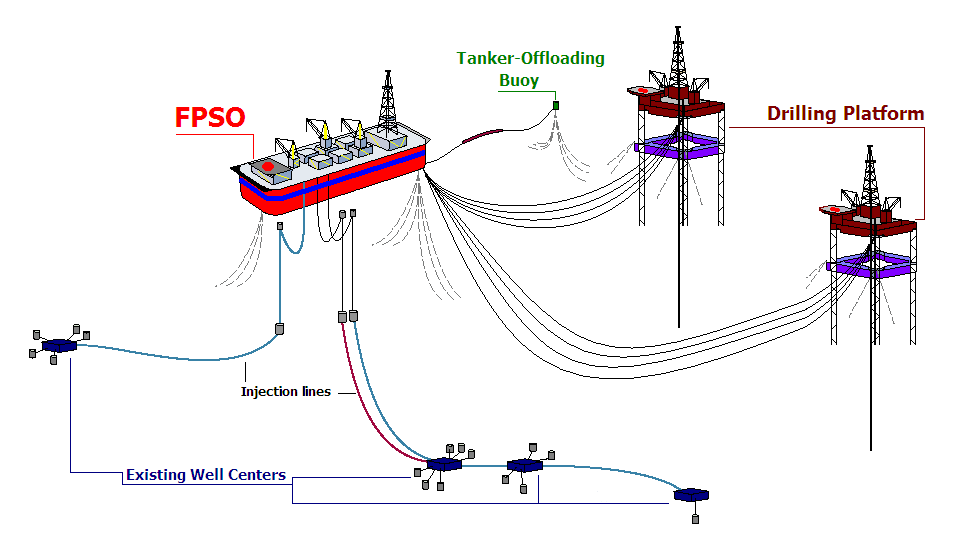
FPSO diagram

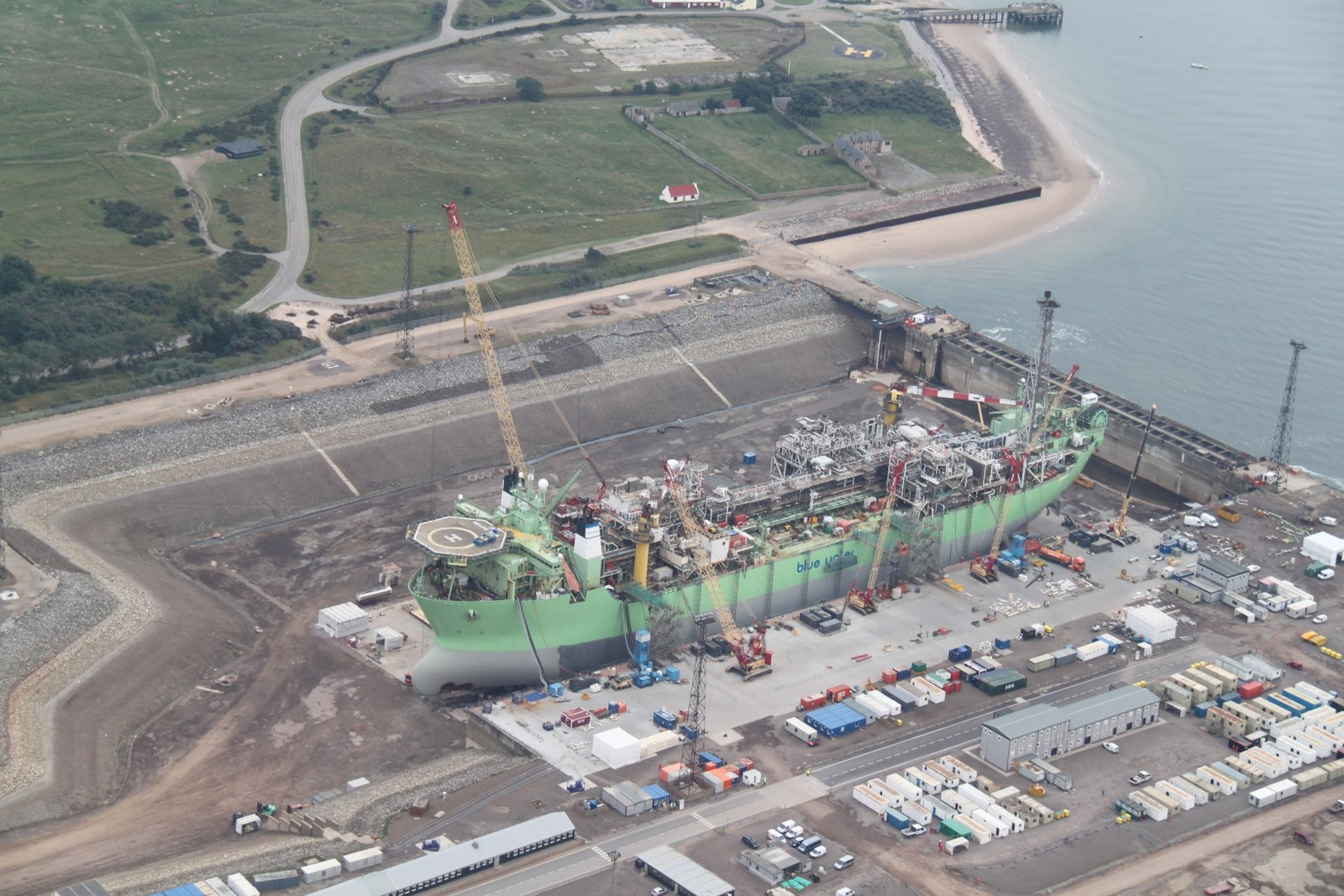
Haewene Brim FPSO

## Flotte
| Nom          | Position                     | Affréteur                           | Capacité stockage pétrole brut | Capacité de raffinage   | Longueur | Largeur | Tirant d'eau | Port en lourd | Équipage     |
| ------------ | ---------------------------- | ----------------------------------- | ------------------------------ | ----------------------- | -------- | ------- | ------------ | ------------- | ------------ |
| Glas Dowr    | Kitan Field (Temor oriental) | ENI JPD                             | 104 500 m3                     | 60 000 barils par jour  | 242,3 m  | 42 m    | 21,1 m       | 105 000 t     | 96 pers      |
| Bleo Holm    | Mer du Nord (Royaume-Uni)    | Talisman, BG international          | 109 000 m3                     | 100 000 barils par jour | 242,3 m  | 42 m    | 21,2 m       | 105 000 t     | 90 pers      |
| Haewene Brim | Brynhild field (Norvège)     | Shell Royaume-Uni                   | 94 750 m3                      | 70 000 barils par jour  | 252 m    | 42 m    | 23,2 m       | 103 000 t     | 55 à 75 pers |
| Munin        | Huizhou (Mer de Chine)       | CACT (CNOOC, Agip, Chevron, Texaco) | 94 763 m3                      | 60 000 barils par jour  | 252 m    | 42 m    | 23,2 m       | 103 000 t     | 55 à 75 pers |
| Aoka Mizu    | Ettrick field (Royaume-Uni)  | Nexen                               | 98 000 m3                      | 30 000 barils par jour  | 248,2 m  | 42 m    | 21,2 m       | 105 000 t     | 90 pers      |

## Autres produits
- Système d'amarrage singulier
- Tourelle d'amarrage externe
- Tourelle d'amarrage interne
- Tourelle d'amarrage amovible